# ديسيبل ميلي واط

A schematic showing the relationship between ديسيبل (the مصدر جهد كهربائي) and dBm (the power dissipated as حرارة by the 600 Ω مقاوم كهربي)

ديسيبل ميلي واط أو وحدة dBm، يرمز لها في بعض الأحيان بـ dBmW، هو اختصار لنسبة الطاقة بالديسيبل (dB) في ميلي واط واحد (mW). يتم استخدامه في شبكات الراديو، والموجات الدقيقة والألياف البصرية ويعتبر وسيلة مريحة لقياس القوة المطلقة بسبب قدرته على التعبير عن كل من القيم كبيرة جداً وصغيرة جداً في نموذج قصير. ويختلف عن وحدة (dBW) إذ أن الأخيرة اختصار لنسبة الطاقة بالديسبل في 1000 ميلي واط.
بما أنها مشار إليها بالواط، فهي وحدة مطلقة، وتستخدم عند قياس القوة المطلقة. وبالمقارنة، فإن ديسيبل (dB) هي وحدة بلا أبعاد، وتستخدم لقياس النسبة بين قيمتين، مثل نسبة الإشارة إلى الضوضاء signal-to-noise ratio.
في الصوت والاتصالات الهاتفية، وعادة ما يتم الإشارة بالديسيبل بالنسبة إلى مقاومة 600 أوم، في حين الترددات الراديوية يشير بالعادة الديسيبل لمقاومة 50 أوم.

## تحويل الوحدة
0 ديسيبل يعادل 1 ميللي وات. وزيادة 3 ديسيبل يؤدي إلى مضاعفة القوة، وهو ما يعني أن 3 ديسيبل يعادل تقريبا 2 ميلي واط. وانخفاض 3 ديسيبل، يؤدي إلى تقليل الطاقة بنحو نصف، مما يجعل -3 ديسيبل يعادل نحو 0.5 ميللي وات أو 500 microwatts.

### تحويل من W إلى dBm (والعكس)
لتحويل قوة معينة من الواط (يرمز للقوة بحرف P) إلى أخرى بالديسيبل ميلي واط (لنعتبرها X) أو العكس، نستخدم إحدى القوانيين التالية:
{\displaystyle {\begin{aligned}x&=10\log _{10}{\frac {P}{1\mathrm {mW} }}\\x&=30+10\log _{10}{\frac {P}{1\mathrm {W} }}\end{aligned}}}
و:
{\displaystyle {\begin{aligned}P&=1{\text{mW}}\cdot 10^{\frac {x}{10}}\\P&=1{\text{W}}\cdot 10^{\frac {x-30}{10}}\end{aligned}}}
P هي قوة بوحدة الواط، أما X بوحدة ميلي ميلي واط.
وعليه فأن 1 ميلي واط يساوي صفر ديسيبل ميلي واط:
1 mW = 0 dBm
و1 واط يساوي 1000 ميلي واط ويساوي 30 ديسبل ميلي واط.
1 W = 1000 mW = 30 dBm

### تحويل من dBW إلى dBm (والعكس)
لتحويل قوة معينة من dBm إلى أخرى بالـ dBW أو العكس، نستخدم القانون التالي:
{\displaystyle {\begin{aligned}{\textstyle {\begin{aligned}P{\text{dBW}}&=P{\text{dBm}}-30\\P{\text{dBm}}&=P{\text{dBW}}+30\end{aligned}}}P{\text{dBW}}&=P{\text{dBm}}-30\\P{\text{dBm}}&=P{\text{dBW}}+30\end{aligned}}}

## جدول يبين بعض القيم بوحدات مختلفة
| Power (dBm) | Power (dBW) | Power (watt) | Power (mW)     |
| ----------- | ----------- | ------------ | -------------- |
| 0 dBm       | -30 dBW     | 1.000 mW     | 1.000 mW       |
| 1 dBm       | -29 dBW     | 1.259 mW     | 1.259 mW       |
| 10 dBm      | -20 dBW     | 10 mW        | 10 mW          |
| 20 dBm      | -10 dBW     | 100 mW       | 100 mW         |
| 30 dBm      | 0 dBW       | 1 W          | 1000 mW        |
| 40 dBm      | 10 dBW      | 10 W         | 10000 mW       |
| 50 dBm      | 20 dBW      | 100 W        | 100000 mW      |
| 60 dBm      | 30 dBW      | 1 kW         | 1000000 mW     |
| 70 dBm      | 40 dBW      | 10 kW        | 10000000 mW    |
| 80 dBm 50   | dBW         | 100 kW       | 100000000 mW   |
| 90 dBm 60   | dBW         | 1 MW         | 1000000000 mW  |
| 100 dBm     | 70 dBW      | 10 MW        | 10000000000 mW |

## بعض أهم القيم المستخدمة في dBm وما يقابلها بـ W
| dBm level  | الطاقة P           | ملاحظات                                                                                                  |
| ---------- | ------------------ | --- |
| 80 dBm     | 100 kW             | ما يحتاج لبث إشارة راديو اف ام في مدى مقداره 50 كيلومتر أو 31 ميل                                        |
| 62 dBm     | 1.588 kW = 1,588 W | 1500W هو الحد الأقصى القانوني لإنتاج الطاقة لمحطة إذاعية من نوع Ham في الولايات المتحدة.                 |
| 60 dBm     | 1 kW = 1,000 W     | الطاقة النموذجية المجتمعة التي تشع قوة الترددات اللاسلكية في عناصر المايكرويف                            |
| 50 dBm     | 100 W              | الاشعاع الحراري النموذجي المنبعث من جسم الإنسان أقصى إنتاج طاقة يمكن أي يصله مستقبل ومرسل في شبكات الهام |
| 40 dBm     | 10 W               | الطاقة المرسلة النموذجية المستخدمة في الاتصالات عبر خطوط الكهرباء                                        |
| 37 dBm     | 5 W                | أقصى إنتاج طاقة يمكن أي يصله في شبكات الهام VHF/UHF transceiver                                          |
| 36 dBm     | 4 W                | أقصى إنتاج طاقة يمكن أي يصله في الشبكات المحلية في الكثير من البدان يصل 27 ميجاهرتز                      |
| 33 dBm     | 2 W                | أقصى طاقة منتجة لهواتف الجيل الثالث (فئة 1)ـ                                                             |
| 30 dBm     | 1 W = 1,000 mW     | النسبة النموذجية لتسرب الترددات الراديوية من المايكرويف                                                  |
| 29 dBm     | 794 mW             | |
| 28 dBm     | 631 mW             | |
| 27 dBm     | 500 mW             | أقصى طاقة منتجة لهواتف الجيل الثالث (فئة 2)ـ                                                             |
| 26 dBm     | 400 mW             | |
| 25 dBm     | 316 mW             | |
| 24 dBm     | 251 mW             | الطاقة الإنتاجية القصوى من الهاتف المحمول UMTS/3G (فئة الطاقة 3 الهواتف النقالة)                         |
| 23 dBm     | 200 mW             | |
| 22 dBm     | 158 mW             | |
| 21 dBm     | 125 mW             | أقصى طاقة منتجة لهواتف الجيل الثالث (فئة 4)ـ                                                             |
| 20 dBm     | 100 mW             | تستخدم في EIRP في IEEE 802.11b/g اللاسلكية                                                               |
| 19 dBm     | 79 mW              | |
| 18 dBm     | 63 mW              | |
| 17 dBm     | 50 mW              | |
| 15 dBm     | 32 mW              | نقل الطاقة في الشبكات (لان) اللاسلكية في أجهزة الكمبيوتر المحمولة.                                       |
| 10 dBm     | 10 mW              | |
| 6 dBm      | 4.0 mW             | |
| 5 dBm      | 3.2 mW             | |
| 4 dBm      | 2.5 mW             | معيار البلوتوث (الفئة 2) الراديو، ذو مدى 10 م                                                            |
| 3 dBm      | 2.0 mW             | |
| 2 dBm      | 1.6 mW             | |
| 1 dBm      | 1.3 mW             | |
| 0 dBm      | 1.0 mW = 1,000 µW  | معيار البلوتوث (الفئة 3) الراديو، ذو مدى 1 م                                                             |
| −1 dBm     | 794 µW             | |
| −3 dBm     | 501 µW             | |
| −5 dBm     | 316 µW             | |
| −10 dBm    | 100 µW             | الحد الأقصى لتلقى إشارة الطاقة (-10 إلى -30 ديسيبل) من الشبكة اللاسلكية                                  |
| −20 dBm    | 10 µW              | |
| −30 dBm    | 1.0 µW = 1,000 nW  | |
| −40 dBm    | 100 nW             | |
| −50 dBm    | 10 nW              | |
| −60 dBm    | 1.0 nW = 1,000 pW  | الأرض يتلقى nanowatt واحد للمتر المربع الواحد من نجم بحجم +3.5                                           |
| −70 dBm    | 100 pW             | |
| −73 dBm    | 50.12 pW           | اس 9، هي إشارة قوية في مستقبل الاس ميتر في شبكات الهام أو في مستقبلات الموجات القصيرة                    |
| −80 dBm    | 10 pW              | الإشارة المستقبلة (-70 إلى -90 ديسيبل) في شبكات الوايرليس                                                |
| −100 dBm   | 0.1 pW             | |
| −111 dBm   | 0.008 pW = 8 fW    | التشويش الحراري لجي بي أس تجاري ذو قناة واحدة ونطاق ترددي واحد ذو 2 ميجاهرتز                             |
| −127.5 dBm | 0.178 fW = 178 aW  | الإشارة النموذجية المستقبلة بالعادة من جي بي أس                                                          |
| −174 dBm   | 0.004 aW = 4 zW    | قيمة التشويش الحراري لعرض النطاق الترددي لواحد هرتز في الغرفة ويساوي 20 سيليسيوس                         |
| −192.5 dBm | 0.056 zW = 56 yW   | قيمة التشويش الحراري لعرض النطاق الترددي لواحد هرتز في الفضاء الخارجي ويساوي 4 كلفن                      |
| −∞ dBm     | 0 W                | لا يتم التعبير بشكل جيد عن الصفر في الديسيبل لذى القيمة هي اللانهاية السالبة                             |

## وصلات خارجية
- البرنامج التعليمي التفاعلي لديسيبل
- حاسبة ديسيبل لمطابقة المقاومة